# Endoprothesenregister
Ein Endoprothesenregister (Implantatregister) erfasst alle Erstimplantationen und Revisionen von Endoprothesen und stellt ein Instrument zur Qu Qualitätssicherung dar. Brisanz hat das Thema nach einer Rückrufaktion metallotischer Hüftgelenke der DePuy Orthopedics, einer Johnson & Johnson-Tochter, 2011 bekommen, wo zehntausende Patienten weltweit von einem möglichen Austausch betroffen waren, darunter 5500 in Deutschland. Daher sind neben der Medizin inzwischen auch die Implantathersteller an diesem Qualitätssicherungswerkzeug interessiert.

## Zweck und Funktionsweise
Endoprothesenregister erfassen Daten zur Prothese (zum Beispiel Marke, Modell, Typ und Größe des Implantats, die Kombination von Implantaten und die Verankerungstechnik) sowie zur Operation. Durch die Erfassung jeder einzelnen Operation können auch Aussagen über die Qualität der Krankenhäuser getroffen werden. Es gibt lokale (an den entsprechenden Kliniken), regionale (z. B. RIPO-Register in der italienischen Emilia-Romagna-Region) und nationale Register. Erste solche Register wurden nach Problemen mit Hüftgelenken 1979 in Schweden und Finnland angelegt. Der Vorteil überregionaler Register besteht darin, dass auch die Daten von Folgeeingriffen, welche in anderen Kliniken durchgeführt wurden, zusammengeführt werden können.
Endoprothesenregister liefern wichtige Hinweise über die einzelnen Implantate nach deren Markteinführung. Hauptsächlich wird die Überlebensdauer (Standzeit), d. h. der Zeitraum bis ein Implantat nach der Ersteinsetzung ausgewechselt werden muss, untersucht. Die gesammelten Daten erlauben es den Operateuren, den Kliniken, den Krankenkassen, den Herstellern und auch den Patienten, die Qualität der Prothesen stetig zu kontrollieren und zu verbessern. Neue Implantate können mittels dieses „Frühwarnsystems“ evaluiert werden, indem die Ursachen eventueller Komplikationen frühzeitig zu erkennen und zu beheben sind.

## Nationale Regelungen
Die meisten europäischen Länder, Australien, Neuseeland und Kanada führen ein Register. In den USA wird die Einrichtung eines Registers seit Jahren diskutiert.

### Deutschland
In Deutschland wurde das erste Endoprothesenregister von Hans-Georg Willert eingerichtet. Nach langen Diskussionen, wurden im Oktober 2011 das Deutsche Endoprothesenregister (EPRD) durch die Deutsche Gesellschaft für Orthopädie und Orthopädische Chirurgie (DGOOC) gegründet. Hierbei handelt es sich um die europaweite größte Datenbank zu künstlichen Hüft- und Kniegelenken. Jährlich werden dort ca. 400.000 Knie- und Hüftprothesen sowie etwa 35.000 Austausch- bzw. Revisionsprothesen erfasst. Die EPRD kooperiert bisher mit der AOK und dem Verband der Ersatzkassen. Die Einbindung der Daten von Privatpatienten ist bisher nicht geklärt.

### Österreich
In Österreich ist ein zentrales Implantatregister der gesamten Endoprothetik nicht vorgesehen; wohl sind aber zahlreiche dezentrale Fachdatenbanken seit den 1990ern in Aufbau und Anwendung.
Es war schon im Medizinproduktegesetz (MPG) von 1997 im § 73 geregelt, dass die Gesundheit Österreich (ÖBIG) ein Implantatregister führen darf (und insbesondere aus Datenschutzgründen wie), und seit 2007 ist im § 10 Implantatregister der Medizinprodukte-Betreiberverordnung (Österreich) festgesetzt, dass alle österreichischen Krankenanstalten eines zu führen haben.
Die österreichische Fachgesellschaft für Orthopädie und orthopädische Chirurgie und das ÖBIG hatten schon früher ein Österreichisches Register für Hüftendoprothetik gestartet. Seit Februar 2008 nahmen auf Initiative der Fachgesellschaft für Unfallchirurgie auch einzelne unfallchirurgische Abteilungen daran teil. Das liegt auch daran, dass der Gesundheitsminister nach § 74 angehalten ist „unter Bedachtnahme auf schwerwiegende Interessen der öffentlichen Gesundheit und im Hinblick auf die Gewinnung verbesserter Erkenntnisse über die Nutzen-/Risikobewertung bestimmter Arten oder Gruppen von Medizinprodukten“ Fachregister vorzuschreiben, wurde es Juli d. J. auch gesetzlich verankert.
Datenbanken kleineren Umfangs gibt es auch zu anderen Fachbereichen. Solche auf Freiwilligkeit basierende Projekte sind durchaus bewährt, die – in Österreich ohnehin seltenen – Material- und Konstruktionsmängel aufzufinden und allenfalls zum einzelnen Patienten zurückzuverfolgen. Von der Metallose-Affaire Frühjahr 2011 war Österreich nur in Bereich um 50 mögliche Fälle betroffen.

### Schweiz
In der Schweiz werden in rund 150 Spitälern jedes Jahr über 21'000 künstliche Hüftgelenke und 18'000 künstliche Kniegelenke implantiert und seit 2012 im Endoprothesenregister „SIRIS“ erfasst.
Neben dem Endoprothesenregister gibt es weitere Register in der Schweiz. Das Institut für Sozial- und Präventivmedizin der Universität Zürich unterhält seit 1997 das Herzinfarktregister AMIS Plus, was wichtige Daten zu Prognosen, Therapien und Kosten von Herzinfarkten sammelt. Ein neues nationales Register über kardiologische Operationen ist gemäß der Fachgesellschaft der Herzchirurgen geplant. In Zukunft sollen alle Eingriffe wie Bypass- und Herzklappenoperationen sowie Operationen an der Hauptschlagader im Register erfasst werden. Auch in der Ophthalmologie (Augenheilkunde) ist ein solches nationales Register für implantierte Linsen geplant. Zurzeit ist die Schweiz noch dem europäischen Register EUREQUO angeschlossen.

### Finnland und Schweden
Nachdem es zu Problemen mit der sogenannten Christiansen-Hüftprothese gekommen war, gründeten Schweden und Finnland 1979 die weltweit ersten Endoprothesenregister. In Schweden werden die Daten landesweit im The Swedish National Hip Arthroplasty Register (Svenska Höftprotesregistret) erfasst, das von der Joint Replacement Unit (JRU) am Department of Orthopaedics der Medizinfakultät der Göteborg University geführt wird.
Seit Beginn des schwedischen Hüftgelenksimplantatregister (Swedish National Hip Arthroplasty Register) im Jahr 1979 konnte eine Reduktion von Folgeeingriffen um circa 70 Prozent verzeichnet werden.
In Schweden existiert ein aktiver Dialog zwischen Register und Krankenhaus. Krankenhäuser mit schlechten Ergebnissen werden kontaktiert und es wird analysiert, welchen Umständen die Ergebnisse geschuldet sind.